# Jonathan Aris
Jonathan Aris (Londres, 24 de enero de 1971) es un actor inglés que ha aparecido en películas, televisión y teatro. Aris ha narrado tres documentales de televisión, todos los cuales fueron producidos y emitidos por el National Geographic Channel. Estos incluyen Mayday: Catástrofes  Aéreas en la versión inglesa para el Reino Unido, Atrapado (solo dos episodios) y Microkillers. También aparece como Philip Anderson en la serie de televisión de la BBC Sherlock. Apareció en The Night Manager. En 2016, apareció en Tutankamón como el egiptólogo estadounidense Herbert Winlock. También aparece como el intendente angelical en Amazon Primeserie Good Omens.

## Filmografía

### Películas
| Año  | Título                               | Rol                      | Notas |
| ---- | ------------------------------------ | ------------------------ | ----- |
| 1997 | The Jackal                           | Alexander Radzinski      |       |
| 1997 | Metroland                            | Dave                     |       |
| 1999 | Topsy-Turvy                          | Wilhelm                  |       |
| 2002 | Ali G anda suelto                    | Entrevistador en Staines |       |
| 2002 | Birthday Girl                        | D.I. O'Fetiger           |       |
| 2009 | Bright Star                          | Leigh Hunt               |       |
| 2010 | Los viajes de Gulliver               | Científico liliputiense  |       |
| 2012 | Turistas                             | Ian                      |       |
| 2013 | The World's End                      | Líder del grupo          |       |
| 2015 | The Martian                          | Brendan Hatch            |       |
| 2016 | Race                                 | Arthur Lill              |       |
| 2016 | Morgan                               | David Chance             |       |
| 2016 | Rogue One: una historia de Star Wars | Senador Nower Jebel      |       |
| 2017 | La muerte de Stalin                  | Mezhnikov                |       |
| 2017 | Todo el dinero del mundo             | Conservador              |       |
| 2019 | Vivarium                             | Martin                   |       |
| 2019 | Radioactive                          | Hetreed                  |       |

### Televisión
| Año           | Título                                     | Rol                     | Notas                                        |
| ------------- | ------------------------------------------ | ----------------------- | -------------------------------------------- |
| 1998          | As Time Goes By                            | Waiter                  | Episodio: "An Old Flame"                     |
| 1998          | Hornblower: The Examination for Lieutenant | Oficial Clerkly         |                                              |
| 2003          | Eroica                                     | Paul Dorfmueller        | Película de TV                               |
| 2003-presente | Air Crash Investigation                    | Narrador                | Solo en Reino Unido, Australia, Asia, Europa |
| 2004          | Not Only But Always                        | Jonathan Miller         | Película                                     |
| 2005          | The Government Inspector                   | Bryan Wells             | Película                                     |
| 2005          | Riot at the Rite                           | Jean Cocteau            | Película                                     |
| 2006          | Beau Brummell: This Charming Man           | Marqués de Worcester    | Película                                     |
| 2006          | The Amazing Mrs Pritchard                  | Richard Leavis          | 6 episodios                                  |
| 2007          | Confessions of a Diary Secretary           | Bernard                 | Película                                     |
| 2008          | Wallander                                  | Albinsson               | Episodio: "One Step Behind"                  |
| 2008          | Merlin                                     | Matthew                 | Episodio: "El momento de la verdad"          |
| 2010          | Being Human                                | Locutor de telediario   | Episodio: "Serve God, Love Me and Mend"      |
| 2010–2016     | Sherlock                                   | Philip Anderson         | Recurring; 5 episodios                       |
| 2010          | Spooks                                     | Azis Aibek              | Episodio: "9.3"                              |
| 2012          | Silk                                       | Dr Liam King            | Episodio: "2.4"                              |
| 2012          | Peep Show                                  | Ben Prenderghast        | Episodio: "Chairman Mark"                    |
| 2015          | The Game                                   | Alan Montag             | reparto principal; miniseries                |
| 2015          | Wolf Hall                                  | James Bainham           | Recurring; 2 episodios                       |
| 2015          | Humans                                     | Robert                  | Recurring; 5 episodios                       |
| 2016          | The Night Manager                          | Raymond Galt            | Recurring; 5 episodios                       |
| 2016          | Tutankhamun                                | Herbert Eustis Winlock  | Recurring; 4 episodios                       |
| 2016          | Midsomer murders                           | Esposo de la arqueóloga | Episodio: "Saints y Sinners"                 |
| 2017          | Stan Lee's Lucky Man                       | Forense                 | 10 episodios                                 |
| 2017–2019     | The End of the F***ing World               | Clive                   | 6 episodios                                  |
| 2018          | Black Mirror                               | Crispin                 | Episodio: Bandersnatch                       |
| 2019          | Good Omens                                 | Quartermaster Angel     | 1 episodio                                   |
| 2019          | The War of the Worlds                      | Sacerdote               | Upcoming miniseries                          |
| 2020          | Dracula                                    | Capitán Sokolov         | 3 episodios                                  |
| 2024          | Red Eye                                    | John Tennant            | 5 episodios                                  |

### Teatro
| Año  | Título                | Rol     | Notas |
| ---- | --------------------- | ------- | ----- |
| 2005 | Muerte de un viajante | Bernard | [ 1 ] |

### Videojuegos
| Año  | Título                     | Rol                           |
| ---- | -------------------------- | ----------------------------- |
| 1997 | Croc: Legend of the Gobbos | Croc/ Voces Adicionales (voz) |
| 1999 | Croc 2                     | Croc (voz)                    |
| 2001 | Rally Trophy               | Coconductor (voz)             |